# John Bannister
John Bannister (Deptford, 12 maggio 1760 – 7 novembre 1836) è stato un attore teatrale inglese.

## Biografia
Figlio di un altro attore teatrale, Charles Bannister. Inizialmente aveva studiato da pittore ma poi comprese che era portato per il teatro. Il suo primo ruolo in un teatro importante fu quello interpretato nel 1778 al Haymarket Theatre dove apparve nelle vesti di Dick in The Apprentice (l'apprendista) opera di Arthur Murphy.
Lo stesso anno apparve anche al Drury Lane dove era in scena un'opera di James Miller, grazie all'aiuto di David Garrick. Attore comico del tempo ebbe fortuna anche come manager teatrale del Drury Lane (nel 1802). Si ritirò nel 1815, senza mai abbandonare la sua passione per la pittura. Strinse amicizia con i grandi del suo tempo come Thomas Gainsborough, George Morland e Thomas Rowlandson.